# Haftanstalt Zinder
Die Haftanstalt Zinder (französisch Maison d’arrêt de Zinder) ist ein Gefängnis in der Stadt Zinder in Niger.

## Baubeschreibung und Geschichte
Die Haftanstalt befindet sich im Südosten der Stadt Zinder in der gleichnamigen Region Zinder. Sie ist auf eine Aufnahmekapazität von 700 Insassen ausgelegt und ist damit das zweitgrößte Gefängnis des Landes nach dem Zentrum für berufliche Wiedereingliederung Kollo. Es handelt sich um eine nicht spezialisierte Anstalt, in der generell Personen, die mit dem Gesetz in Konflikt geraten sind, inhaftiert werden.
Das Gefängnis wurde 1905 von der damaligen Kolonialmacht Frankreich errichtet und ist die älteste bestehende Haftanstalt in Niger. In den 1960er Jahren waren hier um die 800 politische Gefangene von der verbotenen Partei Sawaba untergebracht. Zu vereitelten Ausbruchsversuchen kam es in den Jahren 1999 und 2012. Zu den Organisatoren des letzteren gehörte der Imam des Gefängnisses. Ein Verband nigrischer Menschenrechtsorganisationen bemängelte nach einem Besuch 2013 die schlechten hygienischen Zustände, die das Risiko für Häftlinge erhöhten sich ansteckende Krankheiten zuziehen.
Die Filmregisseurin Aïcha Macky drehte für ihren Dokumentarfilm Zinder (2021) über Jugendgangs auch in der Haftanstalt.